# Simone Signoret

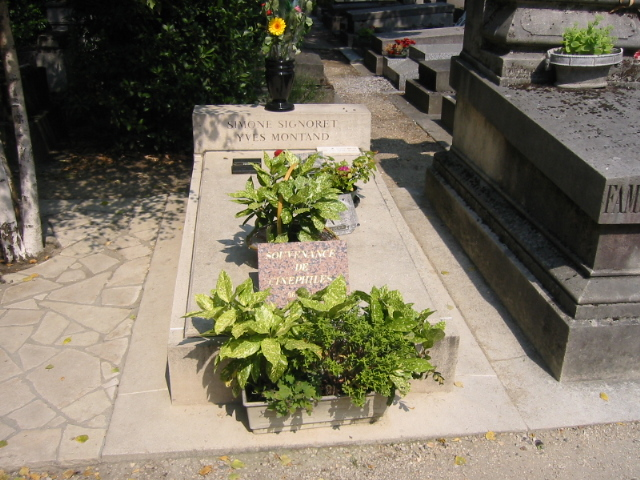
Wspólna mogiła Simone Signoret i Yves’a Montanda na paryskim cmentarzu Père-Lachaise

Simone Signoret, właśc. Simone Kaminker (ur. 25 marca 1921 w Wiesbaden, zm. 30 września 1985 w Autheuil-Authouillet) – francuska aktorka. Jako część pseudonimu artystycznego przybrała nazwisko panieńskie matki.

## Życiorys
Urodzona w Niemczech, dzieciństwo i lata młodzieńcze spędziła w Paryżu. Początkowo pracowała jako maszynistka, a później nauczycielka języka angielskiego. Od 1941 zaczęła statystować w filmach, a jej właściwa kariera rozpoczęła się w 1945. Grała w filmach francuskich, brytyjskich i amerykańskich.
Jej pierwszym mężem był reżyser i producent filmowy Yves Allégret, z którym miała córkę Catherine. W 1950 wyszła drugi raz za mąż za Yves’a Montanda. Oboje małżonków łączyła przyjaźń z piosenkarką Édith Piaf.
W 1959 r. zdobywczyni Oscara dla najlepszej aktorki za rolę w filmie Miejsce na górze.
Zmarła na raka trzustki, jest pochowana na paryskim cmentarzu Père-Lachaise.

## Filmografia
Filmy fabularne
- 1942: Boléro jako Une employée de maison de couture (niewymieniona w czołówce)
- 1942: Le Prince charmant
- 1942: Wieczorni goście (Les Visiteurs du soir) jako Epizod
- 1942: Le Bienfaiteur jako La sécrétaire du journal (niewymienione w czołówce)
- 1943: Le Voyageur de la Toussaint jako Epizod (niewymieniona w czołówce)
- 1943: Adieu Léonard jako La gitane (niewymieniona w czołówce)
- 1944: L’ Ange de la nuit jako Une étudiante
- 1944: Béatrice devant le désir
- 1944: Service de nuit jako tancerka w tawernie
- 1944: Le Mort ne reçoit plus jako La maitresse de Firmin
- 1945: Pudełko snów (La Boîte aux rêves) jako kobieta (niewymieniona w czołówce)
- 1946: Demony świtu (Les Démons de l’aube) jako Lily, la cabaretière
- 1946: Le Couple idéal jako Annette
- 1946: Macadam jako Gisele
- 1947: Fantômas jako Hélène
- 1948: Against the Wind jako Michele Dennis
- 1948: Impasse des deux anges jako Marianne
- 1948: Dédée z Antwerpii (Dédée d’Anvers) jako Dédée
- 1949: Szkoła jazdy (Manèges) jako Dora
- 1950: Swiss Tour jako Yvonne
- 1950: Le Traqué jako Denise Vernon
- 1950: Gunman in the Streets jako Denise Vernon
- 1950: Rondo (La Ronde) jako prostytutka Leokadia
- 1951: Ombre et lumière jako Isabelle Leritz
- 1951: Bez adresu (...Sans laisser d’adresse) jako Dziennikarka (niewymieniona w czołówce)
- 1952: Złoty kask (Casque d’or) jako Marie zwana ‘Złotym Kaskiem’
- 1953: Teresa Raquin (Thérèse Raquin) jako Thérèse Raquin
- 1955: Mutter Courage und ihre Kinder jako Yvette, Lagerhure
- 1955: Widmo (Les Diaboliques) jako Nicole Horner
- 1956: Un matin comme les autres jako Janine Alix
- 1956: Śmierć w ogrodzie (La Mort en ce Jardin) jako Djin
- 1957: Czarownice z Salem (Les Sorcieres de Salem) jako Elisabeth Proctor
- 1957: Die Windrose
- 1959: Miejsce na górze (Room at the Top) jako Alice Aisgill
- 1960: Adua i towarzyszki (Adua e le compagne) jako Adua Giovannetti
- 1961: Les Mauvais coups jako Roberte
- 1961: Barabasz (Barabba, niewymieniona w czołówce)
- 1961: Sławne miłości (Amours célèbres) jako Jenny
- 1962: Il Giorno più corto jako Unconfirmed
- 1962: Czas rozprawy (Term of Trial) jako Anna
- 1963: Dragées au poivre jako Genevieve
- 1963: Ścigani przez śmierć (Le Jour et l’heure) jako Therese Dutheil
- 1965: Statek szaleńców (Ship of Fools) jako La Condesa
- 1965: Przedział morderców (Compartiment tueurs) jako Eliane Dares
- 1966: A Small Rebellion jako Sara Lescaut
- 1966: Śmiertelna sprawa (The Deadly Affair) jako Elsa Fennan
- 1966: Czy Paryż płonie? (Paris brule-t-il) jako Patronne du bistrot
- 1967: Gry (Games) jako Lisa Schindler
- 1968: Mewa (The Sea Gull) jako Arkadina, aktorka
- 1969: Armia cieni (L’ Armée des ombres) jako Mathilde
- 1969: L’ Américain jako Léone
- 1969: Mr. Freedom (niewymieniona w czołówce)
- 1970: Un otage jako Meg
- 1970: Spowiedź (L’ Aveu) jako Lise
- 1971: Wdowa Couderc (La Veuve Couderc) jako Veuve Couderc Tati
- 1971: Comptes à rebours jako Léa
- 1971: Kot (La Chat) jako Clémence Bouin
- 1973: Trudny dzień dla królowej (Rude journée pour la reine) jako Jeanne
- 1973: Spalone stodoły (Les Granges brulées) jako Rose
- 1974: Czar orchidei (La Chair de l’orchidée) jako lady Vamos
- 1976: Rewolwer Python 357 (Police Python 357) jako Thérèse Ganay
- 1977: Życie przed sobą (La Vie devant soi) jako madame Rosa
- 1978: Judith Therpauve jako Judith Therpauve
- 1979: L’ Adolescente jako Mamie
- 1980: Chère inconnue jako Louise
- 1982: Guy de Maupassant jako matka Maupassanta
- 1982: L’ Étoile du Nord jako Mme Louise Baron
- 1983: Thérèse Humbert jako Thérèse Humbert
- 1985: Music Hall jako Yvonne Pierre

Seriale telewizyjne
- 1960: General Electric Theater jako kobieta
- 1966: Bob Hope Presents the Chrysler Theatre jako Sara Lescault
- 1978: Madame le juge jako Élisabeth Massot

## Nagrody
- Nagroda Akademii Filmowej Najlepsza aktorka pierwszoplanowa: 1960 Miejsce na górze
- Nagroda BAFTA
  - Najlepsza aktorka zagraniczna: 1959 Miejsce na górze
  - 1958 Czarownice z Salem
  - 1953 Złoty kask
- Nagroda Emmy Najlepsza aktorka w miniserialu lub filmie telewizyjnym: 1966 Bob Hope Presents the Chrysler Theatre
- Cezar Najlepsza aktorka: 1978 Życie przed sobą
- Nagroda na MFF w Cannes Najlepsza aktorka: 1959 Miejsce na górze
- Nagroda na MFF w Berlinie Najlepsza aktorka: 1971 Kot